# Tirúa Airport
Tirúa Airport är en flygplats i Chile.   Den ligger i provinsen Provincia de Arauco och regionen Región del Biobío, i den södra delen av landet, 600 km söder om huvudstaden Santiago de Chile. Tirúa Airport ligger 158 meter över havet.
Terrängen runt Tirúa Airport är kuperad åt sydost, men åt nordväst är den platt. Havet är nära Tirúa Airport västerut. Runt Tirúa Airport är det glesbefolkat, med 11 invånare per kvadratkilometer..
I omgivningarna runt Tirúa Airport växer huvudsakligen savannskog.